# 데니제 빌만
데니제 빌만(독일어: Denise Biellmann, 1962년 12월 11일 ~ )은 스위스의 피겨 스케이팅 선수이다. 그녀는 1981년 유럽 선수권 대회와 세계 선수권 대회에서 우승했고, 전스위스 선수권 대회에서 3연패했다.

## 선수 경력
취리히에서 태어난 빌만은 8살때 벨기에에서 열린 첫 국제 대회에서 우승했고, 11세때 스위스 주니어 피겨 스케이팅 선수권 대회에서 우승했다. 14세때 1977년 유럽 선수권 대회에 출전했고 프리 스케이팅 부문에서 은메달을 획득했다. 그녀는 15세때 1978년 유럽 선수권 대회에서 여성 피겨 선수로는 최초로 트리플 러츠를 실시하였다. 동일한 종목에서, 그녀는 영국 출신의 심판인 폴린 보라조에게 점수를 받았고 기술적 측면에서 6.0을 받을수있는 최초의 여성 피겨 선수가 되었다. 그녀는 1980년 동계 올림픽 프리 스케이팅 부문에서 4위를 했다. 빌만은 1981년 세계 선수권 대회에서 우승한후, 현역에서 은퇴했다.